# ZSG Werner Seelenbinder Brandenburg
Die ZSG Werner Seelenbinder Brandenburg war eine zentrale Betriebssportgemeinschaft in Brandenburg an der Havel und existierte von 1949 bis 1950/51.

## Geschichte
1949 wurden in der DDR sogenannte Betriebssportgemeinschaften gegründet. Zu diesem Zweck wurden mehrere bisherige Sportgruppen in Brandenburg zur ZSG Werner Seelenbinder zusammengeschlossen. Bei den DDR-Meisterschaften der Ruderer 1949 gewann Günter Sniegowski von der ZSG Werner Seelenbinder Brandenburg die Silbermedaille im Einer. Die Fußballsektion spielte 1949/50 in der zweitklassigen Landesliga, wo man auf den fünften Tabellenplatz kam und knapp die Qualifikation zur neu gegründeten Liga verpasste.
In der Folge wurden für die einzelnen Gewerkschaftsbereiche 1950 eigene BSG gegründet. So beispielsweise Motor für den Maschinenbau oder Einheit für die staatliche Verwaltung. Darüber wurden die ZSG wieder entflochten. Am 20. November 1950 wurde die BSG Einheit Brandenburg gegründet. Aus der ebenfalls ausgegründeten BSG Traktorenwerke Brandenburg, die die Ligazugehörigkeit im Fußball übernahm, wurde am 20. Februar 1951 die BSG Motor Süd Brandenburg. Die ZSG Werner Seelenbinder wurde wieder aufgelöst.